# Andy Jenkins
Andy Jenkins (Portsmouth, 11 maart 1971) is een Engelse darter. Jenkins' bijnaam is Rocky.
Tot de beste prestaties van Jenkins behoren overwinningen van het Brits Open, Welsh Open en Zwitserland Open. Op de tv-toernooien van de PDC behaalde de darter een halve finale van de World Grand Prix (2002) en UK Open (2004), beide keren werd hij uitgeschakeld door de Canadees John Part. Eind 2006 reikte Andy Jenkins tevens tot de halve finales van het Ladbrokes.com World Championship, het officieuze WK darts van de PDC. Jenkins werd in die halve eindstrijd weggevaagd door Raymond van Barneveld (6-0).

## Resultaten op Wereldkampioenschappen

### BDO
- 1995: Laatste 32 (verloren van Sean Palfrey met 1-3)
- 1996: Laatste 16 (verloren van Andy Fordham met 2-3)
- 1997: Laatste 32 (verloren van Ronnie Baxter met 0-3)
- 1998: Laatste 32 (verloren van Andy Fordham met 1-3)
- 1999: Laatste 32 (verloren van Graham Hunt met 1-3)
- 2000: Laatste 32 (verloren van Colin Monk met 2-3)
- 2001: Laatste 32 (verloren van Kevin Painter met 0-3)

### PDC
- 2002: Laatste 32 (verloren van Denis Ovens met 3-4)
- 2003: Laatste 32 (verloren van Chris Mason met 2-4)
- 2004: Laatste 32 (verloren van  Bob Anderson met 1-4)
- 2005: Laatste 16 (verloren van Kevin Painter met 3-4)
- 2006: Laatste 32 (verloren van Wayne Jones met 3-4)
- 2007: Halve finale (verloren van Raymond van Barneveld met 0-6)
- 2008: Laatste 32 (verloren van Alan Tabern met 0-4)
- 2009: Laatste 64 (verloren van Co Stompé met 1-3)
- 2010: Laatste 64 (verloren van Peter Manley met 2-3)
- 2013: Laatste 64 (verloren van Justin Pipe met 0-3)

### WSDT (Senioren)
- 2023: Laatste 16 (verloren van Richie Howson met 1-3)

## Resultaten op de World Matchplay
- 1997: Laatste 32 (verloren van Dennis Priestley met 6-8)
- 1998: Laatste 32 (verloren van Ronnie Baxter met 12-14)
- 2000: Laatste 32 (verloren van Mick Manning met 13-15)
- 2001: Kwartfinale (verloren van Richie Burnett met 13-16)
- 2002: Laatste 32 (verloren van Jamie Harvey met 5-10)
- 2003: Laatste 16 (verloren van Alan Warriner met 8-13)
- 2004: Kwartfinale (verloren van John Part met 14-16)
- 2005: Laatste 16 (verloren van John Part met 8-13)
- 2006: Laatste 16 (verloren van Roland Scholten met 8-13)
- 2007: Laatste 16 (verloren van Mervyn King met 4-13)
- 2009: Laatste 32 (verloren van Mark Walsh met 5-10)